# Bataille de Misilmeri
La bataille de Misilmeri s'est déroulée en 1068 dans la ville de Misilmeri aux abords de Palerme, lors de la conquête normande de la Sicile. Elle a opposé une force de raid normande à une armée musulmane plus importante, composée de Siciliens Kalbides et des musulmans Zirides. La bataille se solde par une importante victoire normande, entraînant l'abandon des Kalbides par leurs alliés Zirides et ouvrant la voie à la conquête normande de Palerme en 1072,.

## Contexte

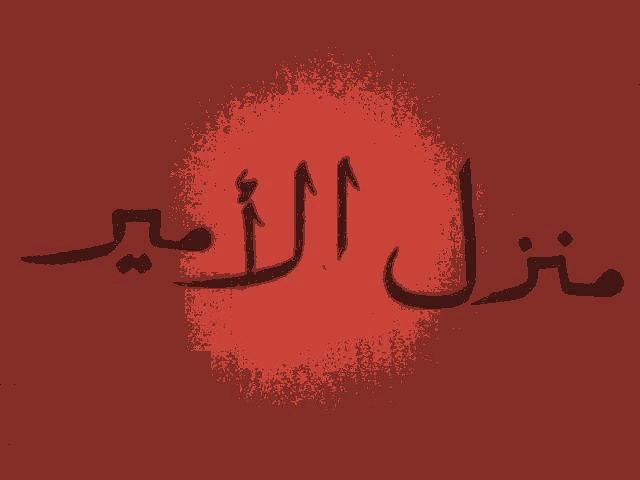
Misilmeri (en arabe: منزل الأمير Menzel-al-Amir), signifiant le "Lieu du repos de l'Émir", fondée par les émirs arabes Kalbites de Sicile.

Au début du XIe siècle, les Normands commencèrent à s'imposer en Europe et à accroître leur influence, notamment dans le sud de l’Italie, où les nombreux États en conflit les embauchaient massivement comme mercenaires. Cependant, les Normands, en particulier la famille Hauteville, commencèrent rapidement à accumuler trop d’influence, s’emparant de territoires pour eux-mêmes et devenant la puissance dominante de la région. Après une tentative infructueuse du pape Léon IX pour les expulser lors de la bataille de Civitate, leur domination ne fut plus vraiment contestée.
Pendant ce temps, plus au sud, l’émirat islamique Kalbide de Sicile s’effondra et se divisa en plusieurs petits États. En 1060, l’émir d'Agrigente, Ibn al-Hawas, étendit son contrôle sur plusieurs places fortes de l’île, tandis que son rival, l’émir de Syracuse, Ibn al-Timnah, s’enfuit pour demander de l’aide à Roger de Hauteville, frère cadet du chef de la famille Hauteville, Robert Guiscard. L’ambitieux Roger y vit une opportunité et accepta avec enthousiasme d’intervenir.
En 1061, Roger et Robert envahirent la Sicile et capturèrent Messine. À partir de là, ils conquirent plusieurs villes et forteresses dans le nord-est de l’île et battirent Ibn al-Hawas lors d’une bataille près de Enna. Cependant, après cette victoire, Robert retourna en Italie pour mater des rébellions, et Ibn al-Timnah mourut, laissant Roger avec une petite troupe et peu d’opportunités pour poursuivre son expansion.
En 1063, Ibn al-Hawas s’allia avec l’émirat Ziride d’Afrique du Nord, et leurs armées réunies forcèrent Roger à livrer bataille. Ce fut la célèbre bataille de Cerami, qui se solda par une victoire normande surprenante et impressionnante. Ce succès permit à Roger de piller librement en Sicile et provoqua des tensions au sein de l’alliance Ziride-Kalbide, qui se termina par l’assassinat d’Ibn al-Hawas par le prince ziride Ayyoub ibn Tamim.
Cependant, Roger ne disposait toujours pas d’assez de troupes pour capturer et tenir davantage de villes et de forts. Il tenta de s’emparer de Palerme en 1064, mais échoua. Après cela, un calme relatif s’installa jusqu’en 1068, date à laquelle les Zirides, ayant largement pris le contrôle de la Sicile musulmane, se sentirent suffisamment forts pour affronter à nouveau les Normands en bataille.

## Bataille
Ainsi, lors d’un de ses raids, Roger se retrouva face à une armée musulmane à quelques kilomètres seulement de Palerme, près de la ville de Manzil-al-Emir (nom déformé par les chrétiens en Misilmeri). La taille exacte des deux forces demeure inconnue, mais l'armée musulmane était nettement plus nombreuse que la modeste troupe de pillards de Roger. Cependant, les soldats normands étaient bien plus aguerris.
La bataille fut brève et décisive, les puissants chevaliers normands lancèrent une charge qui, malgré leur infériorité numérique, traversa aisément les rangs des musulmans peu entraînés, semant la panique. On rapporte que l’armée musulmane fut presque entièrement anéantie.
L’un des faits les plus célèbres de la bataille de Misilmeri est l’anecdote qui suit immédiatement l'affrontement. L'armée musulmane avait emporté avec elle des pigeons voyageurs, et après les avoir capturés, Roger ordonna que des morceaux de papier trempés dans le sang des soldats ennemis soient attachés aux oiseaux. Lorsqu’ils retournèrent à Palerme, c’est ainsi que les habitants apprirent la nouvelle de leur défaite.

## Conséquences
À l'instar de la bataille de Cerami, Roger ne put tirer pleinement parti de sa victoire, ses forces restant trop réduites pour s’emparer de nouveaux territoires. Cependant, le succès de Misilmeri eut un impact majeur sur la conquête normande de la Sicile. Il incita les Zirides à abandonner la cause musulmane et à rapatrier toutes leurs troupes en Afrique du Nord. Privés de ce soutien, les musulmans de Sicile se retrouvèrent désorganisés et divisés, incapables de rassembler une armée assez puissante pour affronter les chevaliers normands avec assurance. Lorsque Robert Guiscard revint avec des renforts en 1072, permettant enfin de relancer la conquête, la résistance musulmane se limita aux sièges des villes et forteresses, sans jamais plus s’opposer aux Normands en bataille rangée.